# Црква Светог Јована у селу Беривојце
Црква Светог Јована у селу Беривојце је црква некадашњег манастира, који се у историјским изворима први пут се помиње у 16. веку. Село Беривојце се налази на територији општине Косовска Каменица, на Косову и Метохији. Представља непокретно културно добро као споменик културе.
Манастир се налазио крај Глобарничког потока, пар километара југоисточно од Косовске Каменице. Црква посвећена Светом Јовану Крститељу зидана је каменом, у виду једнобродне грађевине са припратом, засведене полуобличастим сводом, са порталом и слепом нишом на западном зиду, односно петостраном апсидом на источном зиду. Стил фрагментарно сачуваног живописа - део сцене Страшног суда и неколико појединачних светитељских представа - указује на 16-17. век као време настанка.
Манастир је у 19. веку опустео, а разрушена црква обновљена је шездесетих година 20. века.

## Основ за упис у регистар
Решење Покрајинског завода за заштиту споменика културе у Приштини, бр. 338 од 19.6.1963.г. Закон о заштити споменика културе (Сл. гласник НРС бр. 51/59).